# Peru Wint
Peru Wint (Spaans: Gana Perú) was een linkse politieke alliantie in Peru die werd opgericht in 2010. De alliantie nam deel aan de verkiezingen in 2011. De alliantie, die werd gedomineerd door de Peruviaanse Nationalistische Partij, stond onder leiding van de presidentskandidaat Ollanta Humala. Tijdens de verkiezingen behaalde de alliantie 47 van de 130 zetels.

## Deelnemende partijen
- Peruviaanse Nationalistische Partij (Partido Nacionalista Peruano, PNP)
- Socialistische Partij (Partido Socialista, PS)
- Peruviaanse Communistische Partij (Partido Comunista Peruano, PCP)
- Revolutionaire Socialistische Partij (Partido Socialista Revolucionario, PSR)
- Politieke Beweging Socialistische Stem (Movimiento Político Voz Socialista, MPVS)